# 제임스 브라이디

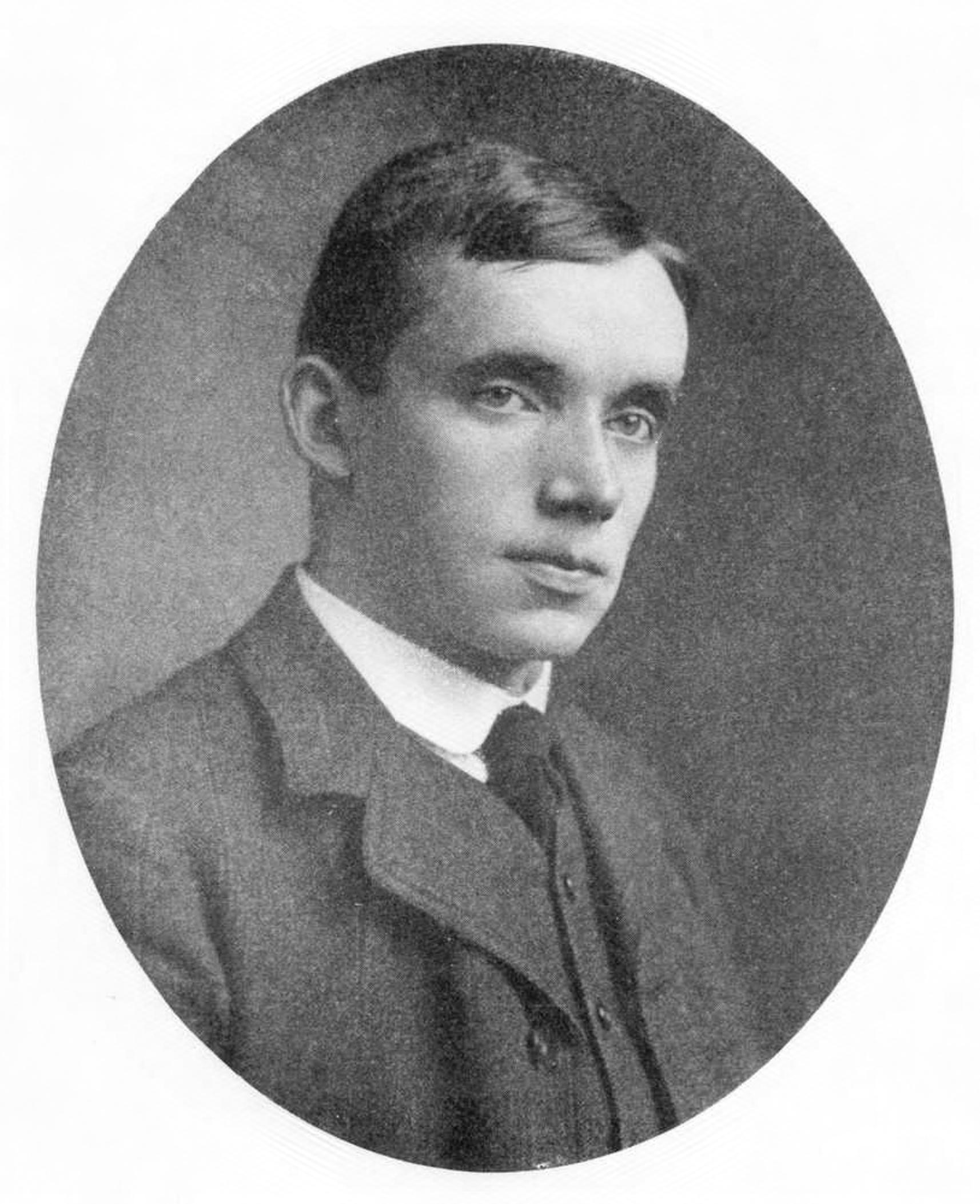
제임스 브라이디 1913

제임스 브라이디(James Bridie, 1888년 - 1951년)는 영국 스코틀랜드 글래스고 출신의 의사, 극작가로, 본명은 오스본 헨리 메이버(Osborne Henry Mavor)이다.

## 생애
그는 의료업에 종사하면서 희곡에 전념했으며 40세 경부터 약 20년 동안에 30여 편의 희곡을 발표하였다. 그는 글래스고 시민극장의 창립에도 관여하여 스코틀랜드 극계에 크게 공헌했다. 그의 주요작품인 <해부학자(解剖學者)>(1930년) <잠자는 승려(僧侶)>(1933년)에서 볼 수 있듯이 스코틀랜드를 배경으로 하여 엄격한 퓨리터니즘의 세계와 악마적 인물과의 갈등을 과학자다운 날카로운 솜씨로 그리는 한편, 성서(聖書)에서 취재한 <토비아스와 천사>(1930년) <요나와 고래>(1930-1942년) 등을 비롯하여 희극(戱劇)·소극(笑劇)·사극(史劇)·발라드에 이르기까지 폭넓은 작품을 남기고 있으며 영국의 연극사상에서도 특이한 존재가 되었다. 또한 명여우 번즈의 주연으로 호평을 얻은 <다프니>(1949년)처럼 여성의 성격묘사에 걸출한 이색작도 있다.